# Alberto Mussa
Alberto Mussa est un écrivain brésilien né en 1961 à Rio de Janeiro, considéré comme l'un des plus originaux de la littérature brésilienne contemporaine.
Il se propose de refonder l'art du conte en faisant fusionner la tradition narrative occidentale et les récits mythologiques d'autres civilisations, comme l'Arabie préislamique, le Brésil amérindien et la culture afrobrésilienne.
Son œuvre est également une tentative pour intégrer la diversité du savoir humain en un système cohérent dont la littérature serait la clé de voûte.

## Œuvres

### Œuvres de fiction
- Elegbara - nouvelles - (editora Revan 1997, Rio de Janeiro, nouvelle édition par editora Record, 2005, Rio de Janeiro) – considéré comme l'un des meilleurs livres de l'année 2005 par la revue Bravo!
- O trono da rainha Jinga - roman - (editora Nova Fronteira, 1999, Rio de Janeiro, nouvelle édition: editora Record, 2007, Rio de Janeiro) – Bourse de la Fundação Biblioteca Nacional
- O enigma de Qaf - roman - (editora Record, 2004, Rio de Janeiro) – Prix Casa de Las Americas 2005, Prix des Critiques d'Art de São Paulo 2004 (APCA) - Trad : L’Énigme de Qaf, Anacharsis, 2009  (ISBN 978-2914777605)
- O movimento pendular - roman - (editora Record, 2006, Rio de Janeiro) – Prix Machado de Assis 2006 de la Fundação Biblioteca Nacional et prix des Critiques d'Art de São Paulo (APCA) 2006 - Trad : Le Mouvement pendulaire, Anacharsis, 2011  (ISBN 978-2914777742)
- O senhor do lado esquerdo - roman - Trad : L’Homme du côté gauche, Phébus, 2015  (ISBN 978-2752907721)
- A Primeira História do Mundo - roman (editora Record, 2014, Rio de Janeiro)

### Essais
- Meu destino é ser onça (editora Record, 2009, Rio de Janeiro)
- Samba de enredo: história e arte, avec Luiz Alberto Simas (Civilização Brasileira, 2010)
- Atlas universal do conto, avec Stéphane Chao (editora Record, 2013, Rio de Janeiro)

### Traduction
- Os poemas suspensos - poésie arabe préislamique - (editora Record, 2006, Rio de Janeiro) - Finaliste du prix Jabuti 2007